# Seč (ort i Tjeckien, Pardubice, lat 50,03, long 16,29)
Seč är en ort i Tjeckien.   Den ligger i regionen Pardubice, i den östra delen av landet, 130 km öster om huvudstaden Prag. Seč ligger 429 meter över havet och antalet invånare är 126.
Terrängen runt Seč är kuperad österut, men västerut är den platt. Runt Seč är det ganska tätbefolkat, med 65 invånare per kvadratkilometer. Närmaste större samhälle är Česká Třebová, 17,2 km sydost om Seč. I omgivningarna runt Seč växer i huvudsak blandskog.